# Фредеріка (Айова)
Фредеріка (англ. Frederika) — місто (англ. city) в США, в окрузі Бремер штату Айова. Населення — 204 особи (2020).

## Географія
Фредеріка розташована за координатами 42°53′0″ пн. ш. 92°18′22″ зх. д. / 42.88333° пн. ш. 92.30611° зх. д. (42.883407, -92.306168).  За даними Бюро перепису населення США в 2010 році місто мало площу 0,52 км², уся площа — суходіл. В 2017 році площа становила 1,06 км², з яких 0,92 км² — суходіл та 0,14 км² — водойми.

## Демографія
Згідно з переписом 2010 року, у місті мешкали 183 особи в 96 домогосподарствах у складі 48 родин. Густота населення становила 354 особи/км².  Було 118 помешкань (228/км²).
Расовий склад населення:
| - 98,4 % — білих - 1,1 % — азіатів - 0,5 % — корінних американців |

До двох чи більше рас належало 0,0 %. Частка іспаномовних становила 0,0 % від усіх жителів.
За віковим діапазоном населення розподілялося таким чином: 10,9 % — особи молодші 18 років, 65,1 % — особи у віці 18—64 років, 24,0 % — особи у віці 65 років та старші. Медіана віку мешканця становила 49,9 року. На 100 осіб жіночої статі у місті припадало 115,3 чоловіків;  на 100 жінок у віці від 18 років та старших — 109,0 чоловіків також старших 18 років.
Середній дохід на одне домашнє господарство  становив 58 100 доларів США (медіана — 42 969), а середній дохід на одну сім'ю — 72 896 доларів (медіана — 48 750). За межею бідності перебувало 11,6 % осіб, у тому числі 15,2 % дітей у віці до 18 років та 0,0 % осіб у віці 65 років та старших.
Цивільне працевлаштоване населення становило 93 особи. Основні галузі зайнятості: виробництво — 28,0 %, освіта, охорона здоров'я та соціальна допомога — 19,4 %, роздрібна торгівля — 18,3 %.